# 国鉄ケ200形蒸気機関車
ケ200形は、かつて日本国有鉄道およびその前身である鉄道院、鉄道省等に在籍した、特殊狭軌線用タンク式蒸気機関車である。

## 概要
本形式は、出力90HP、全長6m足らず、重量15.5tの車軸配置0-6-0(C)型のサイド・ウェルタンク機で、全軸距は1,800mmである。原型は、1902年製1,000mm軌間のシュローダ環状鉄道の3 - 5（製造番号877 - 879）にあり、運転台の深い屋根と小判形でハの字形に取り付けられた前面窓が特徴的である。

## 運用
1911年（明治44年）、政府は北海道の開拓に資するため促成が要望されていた湧別軽便線の延長区間（留辺蘂 - 社名淵（後の開盛）間。後に留辺蘂軽便線に改称）を、軌間762mm(2ft6in)で建設することとした。1914年（大正3年）10月に開業したこの鉄道の建設および営業用に、ドイツのオーレンシュタイン・ウント・コッペル社で1912年（大正元年）8月に7両（製造番号5804 - 5810）が製造されたのが、本形式である。日本到着後、旭川工場で組み立てられ、1913年5月1日付けで3両（ケ200 - 202）、同年7月16日付けで4両（ケ203 - 206）が留辺蘂に配置された。
本形式は、日本の国有鉄道としては、初めての特殊狭軌線用機関車であるが、形式数字は「200」が与えられている。特殊狭軌線用車両の形式称号については、1913年5月13日付け達372号で定められたが、「機関車ニ在リテハ型式称号及番号ニ「ケ」…ヲ冠ス」とあるのみで、形式数字の体系までは定められていなかった。そのため、その後の特殊狭軌線用機関車の形式付与状況から、本形式を基準にして車軸配置や大きさによって上下に展開していこうとしたと推測されるのみで、形式数字の「200」自体に、特に意味はなかったものと思われる。
本形式が営業用に供された期間は、非常に短かった。他の線区と異なる軌間を持つ湧別軽便線は、接続駅での貨物の積替え等に大きな労力を要し、また、この鉄道路線を軽便線ではなく本線として延伸することとなったため、1915年（大正4年）11月1日の全通わずか1年後の1916年（大正5年）11月7日に、1,067mm(3ft6in)軌間への改軌工事が完成したのである。これにより用途を失った本形式は、製造後わずか4年半の1917年（大正6年）1月11日付けで、全車が廃車（車籍抹消）となった。

### ケ200 - 203
ケ200 - 203の4両は、車籍抹消のわずか5か月後の7月18日付けで、土運車40両とともに車籍復活手続きが行われ、熱海線建設事務所に配属された。これは、丹那トンネルの建設用資材の運搬用に、東西の両坑口まで敷設された工事用軌道で使用しようとしたものである。配置は、東口にケ201、ケ203、西口にケ200、ケ202であった。
その後、1922年（大正11年）11月に西口の軽便線は、輸送力の増強のため、接続する駿豆鉄道線と同じ1,067mm軌間に改軌された。この段階で、西口の2両が東口の輸送力増強用に回されたのか、そのまま使用停止となったのかは定かでない。東口では、1925年（大正14年）3月の熱海 - 湯河原間の開業まで使用された。その後、同年9月17日付けで2両（ケ200、ケ202）が盛岡鉄道局へ転属となり、翌1926年（大正15年）8月13日付けで、ケ201が東京鉄道局（久留里線）、ケ203が仙台鉄道局（魚沼線）に転属している。また、ケ200、ケ202の2両は、時期は不明であるが上越線の清水トンネル北口での建設用に転属した。1930年（昭和5年）12月の工事終了後は、施設局の車蒸12、車蒸16として鉄道省信濃川発電所の建設工事に供され、第3期工事が終了する1957年（昭和32年）まで使用された。
久留里線に転属したケ201は、1930年の改軌終了とともに、翌1931年（昭和6年）9月16日付けで除籍され、新小岩工場で解体された。魚沼線に転属したケ203は、1944年（昭和19年）の不要不急線指定により同線が休止されたのにともなって休車となり、1946年（昭和21年）12月17日付けで栃尾鉄道へ譲渡され、同社の15となり、1956年（昭和31年）4月30日付けで廃車された。

### ケ204
1917年に除籍されたもののうちケ204は、スクラップとして台湾の台東製糖会社に譲渡され、再整備の上その専用線で使用された。番号は、3であったと推測されている。その後、同線は1922年（大正11年）に台東南線の一部とするため台湾総督府によって買収され、台湾総督府鉄道に編入された。その際、当機はL30形32となり、1928年（昭和3年）にはL30形30、1937年（昭和12年）にはLC12形LC121、太平洋戦争後には台湾鉄路管理局に引き継がれ、LCK30形LCK31に改番されている。その間に、運転台や側水槽は大幅に手を加えられ原型を失ったが、廃車後は台湾花蓮県新城郷の光隆企業公司で静態保存されている。

### ケ205 - 206
ケ205、ケ206については、当時路線延長のため機関車を欲していた草津軽便鉄道（後の草軽電気鉄道）に譲渡され、3, 4と改番された。同社では軌道の改良を行ってまで導入したものの結局重量過大で持て余し、入線後半年（1918年1月）にして北海道製鉄輪西工場（後の富士製鉄室蘭製鋼所）に譲渡してしまった。ここでは、軌間を1,067mmに改造し、連結器もピンリンク式から自動連結器に交換された。この時の番号は、4, 5であり、4はそのままに3を5に改めたものと思われる。その後、番号はS-102, S-103と改められ、1954年8月に解体された。

## 保存機
台湾に渡ったケ204（LCK31）が静態保存されている。
| 画像 | 番号  | 所在地                                     | 備考 |
| ---- | ----- | ------------------------------------------ | --- |
|      | LCK31 | 台湾花蓮県新城郷康楽村加湾1-2号 光隆博物館 | 台湾鉄路管理局台東線（L：軽便鉄道／C：動輪3軸／K：タンク機関車の意）で活躍し、1969年の廃車後、1974年5月の廃品処分時に光隆企業公司が落札し保存。2020年11月から2021年1月にかけて大規模な修復が行われた。10C1100形木造貨車を併設。 |